# Comité de liaison de la majorité présidentielle
Le Comité de liaison de la majorité présidentielle était une structure politique française créée par le président Nicolas Sarkozy en avril 2008 pour coordonner les partis politiques qui soutiennent son action. Le comité de liaison est activé par le Premier ministre François Fillon le 30 juin 2009, et est présidé par Jean-Claude Gaudin, sénateur et maire de Marseille.

## Membres
Le 9 avril 2008, à la suite des élections municipales et cantonales de 2008, le président de la République, Nicolas Sarkozy, a annoncé la création d'un « comité de liaison pour renforcer les liens à l'intérieur de la majorité, intensifier le travail en commun et préparer les futures échéances politiques
Ce comité réunissait alors les principaux responsables politiques de la majorité présidentielle : Patrick Devedjian (secrétaire général de l'UMP), Jean-Pierre Raffarin et Jean-Claude Gaudin (vice-présidents du conseil national de l'UMP), Bernard Accoyer (président de l'Assemblée nationale), Christian Poncelet (ancien président du Sénat), Henri de Raincourt (ancien président du groupe UMP au Sénat), Xavier Bertrand (secrétaire général de l'UMP), Christine Boutin (présidente du PCD), Michèle Alliot-Marie (présidente du Chêne), Jean-Louis Borloo (président du Parti radical), Hervé Morin (président du Nouveau Centre), François Sauvadet (président du groupe NC à l'Assemblée nationale), Michel Mercier (ancien président du groupe UC au Sénat), Jean-Marie Cavada (président d'Avenir démocrate), Jean-Marie Bockel (président de La Gauche moderne) et Éric Besson (président des Progressistes).
Sans activité notable depuis sa création, le comité est officiellement structuré à la suite des élections européennes de 2009, à l'occasion desquelles les listes de la majorité présidentielle sont arrivées en tête. Il est installé par le Premier ministre François Fillon le 30 juin 2009, à l'occasion de l'inauguration de ses locaux, en vue des élections régionales de 2010.
À la rentrée de septembre 2009, en vue des élections régionales de 2010 et à l'invitation du président Nicolas Sarkozy, le comité de liaison est rejoint par le Mouvement pour la France (MPF) de Philippe de Villiers,. 
Le comité aurait tenu une dizaine de réunions, mais n'aurait plus d'activité à l'issue des élections régionales de 2010.
La coalition présenta des listes communes aux régionales de 2010, et un maximum de candidats communs aux cantonales de 2011, face à la montée de la gauche. La défaite de Nicolas Sarkozy, à l'élection présidentielle de 2012 entraîne, de facto, la disparition définitive du comité.

### Structures membres
- Union pour un mouvement populaire (UMP) ;
- Nouveau Centre (NC) ;
- Parti radical (Rad) ;
- La Gauche moderne (LGM) ;
- Mouvement pour la France (MPF, à partir de septembre 2009) ;
- Chasse, pêche, nature et traditions (CPNT) ;
- Les Progressistes (LP) ;
- Parti chrétien-démocrate (PCD) ;
- Le Chêne (LC).

### Parti observateur
- Centre national des indépendants et paysans (CNIP) : « Le CNI reste un partenaire de l’UMP mais ne sera plus un membre associé[6]. »

## Objectifs
Après s'être réuni informellement depuis janvier 2009 et été le cadre de l'élaboration des listes de la majorité présidentielle aux élections européennes de juin, le comité a pour objectif la préparation des prochaines échéances électorales, dont les élections cantonales et sénatoriales de 2011 et l'élection présidentielle de 2012.
Selon François Fillon et Jean-Claude Gaudin, le comité sera également « un laboratoire d'idées, un lieu de confrontation de projets différents qui incarnent la diversité la plus large possible de la société française ».

## Organisation
Le Comité de liaison de la majorité présidentielle se compose d'une vingtaine de membres qui se réunissent une fois par mois.
Ses réunions sont présidées par Jean-Claude Gaudin, président de la commission nationale d'investiture de l'UMP, François Fillon, voire, plus exceptionnellement, par le président Nicolas Sarkozy.